# 산야 (도쿄도)

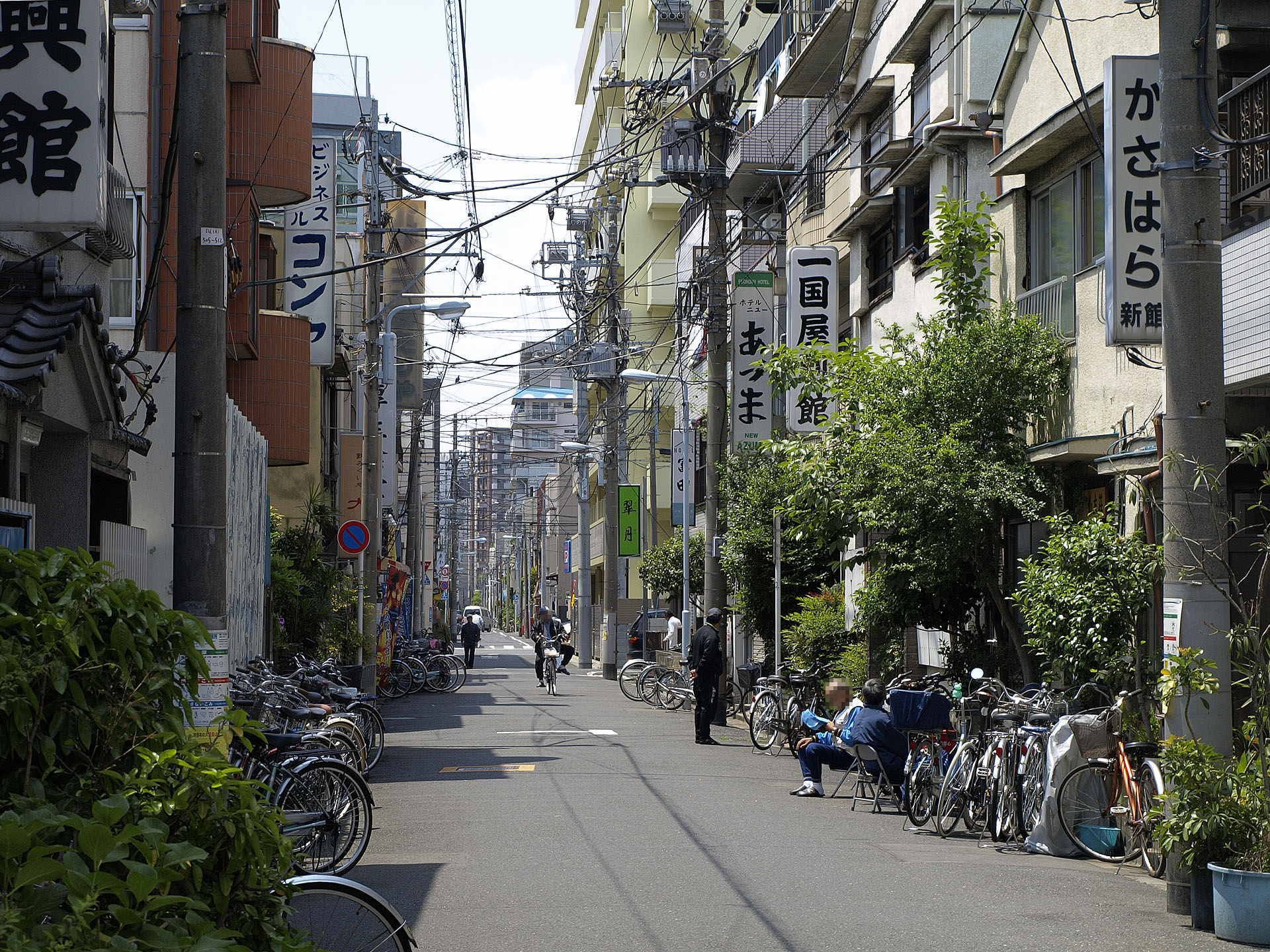
산야의 싸구려 숙박업소들.

산야(일본어: 山谷)는 도쿄도 다이토구 북동부를 가리키는 지명이다. 오슈 가도와 닛코 가도가 지나는 지역으로, 에도 시대 때부터 이미 싸구려 목임숙들이 많았기 때문에 노동자들이 모이게 되었고, 현재도 간이숙박소들이 밀집하여 다이토 구와 아라카와구의 달방살이 하는 일용직 노동자 등 도시빈민들의 숙박촌을 통칭으로 산야라고 부르게 되었다.
1966년 이전 지명으로는 다이토 구 아사쿠사 산야 1-4정목으로 번지수가 존재했지만 주거표시를 실시한 이후 "산야"라는 지명은 공식 지명에서는 사라졌다. 현재 지명으로는 다이토 구 기요카와, 니혼즈쓰미, 하시바 및 아라카와 구 미나미센쥬 일대 지역을 산야라고 부른다.
본래 닛코 가도의 에도방면 첫 숙장이 존재하는 곳이었다. 메이지 시대 초기부터 이미 많은 빈곤층과 노동자가 거주하고 있었지만 전후 도쿄 도에서 이재민 텐트촌을 이 지역에 마련하고 곧 고도경제성장기가 도래하면서 노동 수요에 따라 일본 제일의 일용직 노동자 밀집촌이 되었다.
1984년과 1986년에는 이 지역에서 암약하는 폭력단(키나 정 일가)과 노동자들의 투쟁을 그린 다큐멘터리 영화를 제작한 감독 2명이 폭력단(일본국수회) 조직원들에게 연이어 암살당하는 일도 있었다.
1906년 도쿄 도와 도쿄 23구 간의 상호 양해하에 노숙자를 각 구의 생활보호에 맡기고 각 구 내에서 주거가 정해지기 전까지 산야에 맡기는 규칙(산야 룰)이 만들어졌다. 본래는 일시적으로 맡기는 조치였지만 보증인 등의 문제가 있어 그 뒤로 각 구가 노숙인들을 마련된 거처로 데려가는 일은 별로 없었고, 산야로 끌려간 뒤 그대로 장기간 주소부정자의 신세가 된 사람이 현재까지도 적지 않다.
현재는 간이숙박시설들이 일용직 노동자들 대신 외국인 배낭여행자들을 대상으로 삼으려 하는 추세가 증가하고 있다.
이곳을 배경으로 삼는 만화 《내일의 죠》가 2010년, 2011년 실사영화화됨을 계기로 현지 상가에서 소위 성지순례 사업에 나서며 지역 부흥을 꾀하고 있다.

## 참고 자료
- 書籍『山谷—都市反乱の原点』竹中労・著 全国自治研修協会 1969年
- 書籍『山谷・泪橋—ドヤ街の自分史』宮下忠子・著 晩声社 1978年
- ドキュメンタリー映画『山谷─やられたらやりかえせ』佐藤満夫・山岡強一共同監督 1985年
- 書籍『現代棄民考—山谷はいかにして形成されたか』今川勲・著 田畑書店 1987年
- 書籍『山谷 やられたらやりかえせ』山岡強一・著 現代企画室 1996年
- 書籍『山谷ブルース—「寄せ場」の文化人類学』エドワード ファウラー・著 川島めぐみ・訳 洋泉社 1998年
- 書籍『山谷崖っぷち日記』大山史朗・著 阪急コミュニケーションズ 2000年
- 書籍『東京のドヤ街・山谷でホスピス始めました。』山本雅基 実業之日本社 2006年
- 書籍『だから山谷はやめられねえ—「僕」が日雇い労働者だった180日』塚田努・著 幻冬舎 2008年
- 書籍『大いなる看取り—山谷のホスピスで生きる人びと』中村智志・著 新潮社 2008年
- 書籍『山谷でホスピスやってます』山本雅基 実業之日本社 2010年